# Prangos lachnantha
Prangos lachnantha är en flockblommig växtart som först beskrevs av Jevgenij Korovin, och fick sitt nu gällande namn av Pimenov och Kljuykov. Prangos lachnantha ingår i släktet Prangos och familjen flockblommiga växter. Inga underarter finns listade i Catalogue of Life.